# Реццадоре, Леоне
Лео́нцио (Лео́не) Реццадо́ре (итал. Leonzio "Leone" Rezzadore; 19 августа 1932, Азильяно-Венето, Венеция — 24 января 2011, Кортина-д’Ампеццо, Венеция) — итальянский кёрлингист.
В составе мужской сборной Италии участник трёх чемпионатов мира (лучший результат — пятое место в 1976 году) и чемпионата Европы 1975 (заняли восьмое место). Пятикратный чемпион Италии среди мужчин.
Играл на позициях третьего и четвёртого. В течение нескольких лет был скипом команды.

## Достижения
- Чемпионат Италии по кёрлингу среди мужчин: золото (1968, 1972, 1975, 1976, 1978)[4].

## Команды
| Сезон   | Четвёртый           | Третий           | Второй          | Первый            | Турниры            |
| ------- | ------------------- | ---------------- | --------------- | ----------------- | ------------------ |
| 1974—75 | Джузеппе Даль Молин | Леоне Реццадоре  | Франко Кальдара | Энеа Павани       | ЧМ 1975 (10 место) |
| 1975—76 | Леоне Реццадоре     | Андреа Павани    | Энеа Павани     | Carlo Constantini | ЧЕ 1975 (8 место)  |
| 1975—76 | Джузеппе Даль Молин | Андреа Павани    | Энеа Павани     | Леоне Реццадоре   | ЧМ 1976 (5 место)  |
| 1977—78 | Леоне Реццадоре     | Роберто Дзангара | Франко Кальдара | Роберто Бокус     | ЧМ 1978 (7 место)  |

(скипы выделены полужирным шрифтом)